# マット・チェンバレン
マット・チェンバレン（Matt Chamberlain、1967年4月17日 - ）は、アメリカ合衆国のミュージシャン、ドラマー。
Ten Handsやエディ・ブリケル&ニュー・ボヘミアンズを経て、1991年にデビューアルバム『ten』リリース前のパール・ジャムに加入しツアーに帯同したが、同年にバンドを脱退し友人のドラマーであるデイヴ・アブラジーズが次のドラマーとなった。チェンバレンは1990年代中盤からセッションドラマーとして活躍し、アラニス・モリセット、ピーター・ガブリエル、フィオナ・アップル、トーリ・エイモスらを始めとする200以上のアーティストの作品に参加した。2005年にはソロデビューアルバム『Matt Chamberlin』をリリースし、2012年にも2ndソロアルバム『Company 23』をリリースした。2014年にはサウンドガーデンに一時的に加入、ロラパルーザで演奏を行った。

## ディスコグラフィ

### ソロ・アルバム
- Matt Chamberlain (2005年)
- Company 23 (2012年)
- Comet B (2016年)